# Rose Amal
Pour les articles homonymes, voir Amal.
Rose Amal, née en 1965, est une ingénieure chimiste australienne, professeure à l'Université de Nouvelle-Galles du Sud, en Australie, où elle dirige le groupe de recherche sur les particules et la catalyse. De 2012 à 2015, elle est nommée dans la liste d' Engineers Australia (en) des 100 ingénieurs les plus influents d'Australie. En 2014, elle est devenue la première femme ingénieure élue à l'Académie des sciences australienne.

## Formation et carrière
Rose Amal est née à Medan en Indonésie, avant de déménager en Australie en 1983. Elle obtient une licence en ingénierie à l'Université de Nouvelle-Galles du Sud en 1988 et soutient son doctorat en génie chimique en 1991. À partir de 1992, elle est lectrice à l'École de génie chimique avant de devenir en 1997 directrice du Centre des technologies des particules et des catalyseurs (plus tard appelé Groupe de recherche sur les particules et la catalyse). Elle devient professeure titulaire en 2004.

## Recherche
Rose Amal travaille sur « l'agrégation de particules fines, la photocatalyse, la synthèse de nanoparticules » et leurs applications au contrôle de la pollution de l'eau et de la qualité de l'air, aux technologies énergétiques propres et à la biotechnologie. Elle s'intéresse particulièrement à la conception de nanomatériaux pour la conversion énergétique solaire et chimique.

## Distinctions
De 2008 à 2010, Rose Amal est la première directrice du Centre de recherche et d'analyse des politiques énergétiques. De 2010 à 2013, elle est directrice du Centre d'excellence ARC pour les nanomatériaux fonctionnels.
Rose Amal est membre de l'Académie australienne des sciences technologiques et de l'ingénierie (FTSE) et de l'Académie australienne des sciences (FAA).
Elle est nommée dans la liste des 100 Ingénieurs les plus influents d'Australie en 2012, 2013, 2014 et 2015. Elle devient Compagnon de l'Ordre d'Australie en 2018. Elle reçoit plusieurs prix dont :
- Le Prix d'innovation Freehills en génie chimique en 2008[11].
- Le Prix de la science et de l'ingénierie de Nouvelle-Galles du Sud– Recherches émergentes en 2011[12]
- Le Prix Judy Raper 2012 pour le leadership des femmes en ingénierie[13]
- Le Prix ExxonMobil 2012[14]
- L'Australian Laureate Fellowship (en) en 2014[15]
- Scientifique de l'année 2019 en Nouvelle-Galles du Sud[16]
- La Médaille James Cook 2021[17].